# Anne Murray
Pour les articles homonymes, voir Murray.
Ne doit pas être confondu avec Ann Murray.
Morna Anne Murray, née le 20 juin 1945 à Springhill en Nouvelle-Écosse, Canada, est une chanteuse et actrice canadienne. Elle a contribué au succès de la chanson canadienne à l'international et a pavée la voie pour une génération de chanteuses canadiennes comme Céline Dion, Shania Twain ou encore K.d. lang.

## Biographie
Née Morna Anne Murray, d'un père docteur (James) et d'une mère infirmière (Marion) également 5 frères. Durant son enfance, Murray aime beaucoup la musique de divers genres tels que le classique, le country, le gospel, le folk & la musique crooner. À l'âge de 6 ans, elle suit des cours de piano et à l'âge de 15 ans, des cours de chant les samedi matin à Tatamagouche donc à 2 heures de Springhill.
Poursuivant ses études, elle fait un an à l'Université Mount Saint Vincent avant d'aller à l'Université du Nouveau-Brunswick en éducation physique.

### Carrière

#### Début de carrière (1966-1967)
Toujours passionnée pour la musique, ce sont ses amis de l'époque qui lui proposent d'auditionner pour l'émission de la CBC Singalong Jubilee. La première audition est sans succès, mais elle repasse une seconde audition en appelant le co-animateur et producteur associé Bill Langstroth qu'elle réussit avoir un emploi. Après avoir chanté un été complet, elle commence à enseigner l'éducation physique à une école secondaire de Summerside à l'Île-du-Prince-Édouard, ce sera sa seule année d'enseignement. Elle se voit offert son apparition dans l'émission jeunesse Let's Go et retourne à bord de Singalong Jubilee pour un second été. Anne tente définitivement d'avoir une carrière musicale et, si cela ne fonctionnait pas, elle pourrait retourner enseigner l'éducation physique.

#### Les premiers enregistrements (1968-1969)
C'est chez Arc Records qu'Anne fera ses débuts dans l'industrie où un album de la troupe de Singalong Jubilee était paru. C'est le directeur musical de l'émission Brian Ahern qui la convainc d'enregistrer un premier album solo donc What About Me. L'année suivante elle signe chez Capitol Records où parait This Is My Way.

#### Succès (1970-1989)
La chanson « Snowbird » est son premier succès, elle paraît dans le top 10 américain & canadien, également elle devient la première canadienne certifiée disque d'or aux États-Unis et nommée aux Grammy Awards.
Anne Murray fut l'une des chanteuses les plus populaires des années 1970 et 1980 autant chez les radios country et adulte contemporain avec « Danny's Song » (1972), « A Love Song » (1973), « You Needed Me » (1978), « I Just Fall In Love Again » (1979), « Broken Hearted Me » (1979), « Could I Have This Dance » (1980), « A Little Good News » (1983)...

#### Années 1990
La chanteuse obtient peu de succès avec les albums You Will (1990), Yes I Do (1991) et Anne Murray (1996).
En 1999, elle enregistre What a Wonderful World, un album de musique chrétienne et country. L'album se hisse dans le top 10 des palmarès d'album country américain & canadien également #1 de celui des albums chrétiens aux États-Unis. Il sera certifié platine par la RIAA.

#### Les derniers albums studios (2000-2006)
En 2001, elle sort What a Wonderful Christmas qui suivra d'un spécial télévisuel sur CBC. L'année suivante sort Country Croonin', un album composé de 30 classiques de la musique country. La même année, elle part en tournée à travers l'Amérique du Nord et s'installe pour une semaine au MGM Grand Las Vegas.
En 2004, elle sort l'album I'll Be Seeing You également devient le maître de soirée des Juno Awards.
En janvier 2005, elle se joint au téléthon Asia pour amasser des fonds pour l'Indonésie victime du Tsunami de 2004.
Au printemps 2006, elle part en tournée dans plusieurs états des États-Unis d'Amérique.

#### Anne Murray Duets: Friends and Legends & retrait de la scène (2007-2008)
En 2007, elle sort un album où elle reprend ses plus grands succès avec Dusty Springfield, Céline Dion et plusieurs autres chanteuses. L'album comprend aussi un duo bilingue de la chanson "If I Even See You Again" avec Isabelle Boulay.
Entre février et mai 2008, elle fait une tournée d'adieux aux États-Unis et au Canada. La même année, elle apparaît à l'émission Canadian Idol en tant que mentor. Également lance Anne Murray's Christmas Album et participe à l'album Christmas Duets d'Elvis Presley.

#### All Of Me & autres projets (2009-présent)
En 2009, Murray réalise son autobiographie nommé All Of Me également a été suivi d'une tournée d'autographe dans plusieurs villes canadiennes incluant Nashville.
En automne 2009, elle anime la cérémonie du Canada's Walk of Fame.
En 2009, le "Ann Murray Charity Golf Classic" a été lancé pour lever des fonds pour l'association "Colon cancer Canada". (Ann Murray étant une joueuse de golf et militant pour de nombreuses œuvres de charité, notamment contre le cancer colo-rectal)
En février 2010, elle participe à la cérémonie d'ouverture des jeux olympiques d'hiver de Vancouver en tant que porteuse du drapeau olympique avec plusieurs autres personnalités.
En 2013, Anne Murray prête sa voix dans un épisode de Family guy en lien avec son oeuvre. Son apparition aura un impact sur la jeune génération et même une nouvelle vague de jeunes fans,.
En 2020, elle fait une brève apparition le cadre de Stronger Together / Tous Ensemble.
En mars 2025, on lui annonce qu'elle recevra un prix qui souligne l'ensemble de sa carrière. Depuis 1989, c'est la première artiste a recevoir ce prix.

## Vie privée
Murray a été mariée au producteur et animateur canadien Bill Langstroth de 1975 à 1997. Dans son autobiographie All of Me, elle raconte avoir rencontré Langstroth alors qu'ils travaillaient sur l'émission Singalong Jubilee. Leur début de relation était extra-conjugale et a dû demeurer secret car Bill était marié. Durant cette période, on spécule la sexualité de la chanteuse et cela aurait contribué à la «légion de fans gays». Ce n'est qu'en 1975 que Bill Langstroth divorce de sa femme au profit d'épouser Anne. Ils auront deux enfants donc William (né en 1976) et Dawn (né en 1979).
Également, elle avoue avoir eu un flirt avec l'acteur américain Burt Reynolds. Ce dernier lui envoyait des fleurs, se présentait plusieurs fois à ses spectacles et il s'est même arrangé pour que Murray soit l'artiste invité dans un épisode de Saturday Night Live.
La chanteuse a vécu pendant des décennies à Thornhill dans le Grand Toronto. Elle révélera avoir reçu des pressions de l'industrie pour qu'elle déménage aux États-Unis. En 2019, elle retourne vivre dans sa province natale.

## Discographie

### Albums

#### Albums studio
| Année | Album                                                                        | Classement  | Classement | Classement | Classement | Certification                                        | Label            |
| Année | Album                                                                        | CAN Country | CAN        | US Country | US         |                                                      | Label            |
| ----- | ---------------------------------------------------------------------------- | ----------- | ---------- | ---------- | ---------- | ---------------------------------------------------- | ---------------- |
| 1968  | What About Me                                                                | —           | —          | —          | —          |                                                      | Arc              |
| 1969  | This Way Is My Way                                                           | —           | 13         | —          | —          |                                                      | Capitol          |
| 1970  | Honey, Wheat and Laughter                                                    | —           | 16         | —          | —          |                                                      | Capitol          |
| 1971  | Straight, Clean and Simple                                                   | —           | 4          | 11         | 121        |                                                      | Capitol          |
| 1971  | Talk It Over in the Morning                                                  | —           | 3          | 26         | 179        |                                                      | Capitol          |
| 1971  | Anne Murray / Glen Campbell                                                  | —           | 12         | 4          | 128        |                                                      | Capitol          |
| 1972  | Annie                                                                        | —           | 1          | 14         | 143        |                                                      | Capitol          |
| 1973  | Danny's Song                                                                 | —           | 5          | 4          | 39         | MC: or                                               | Capitol          |
| 1974  | Love Song                                                                    | —           | 5          | —          | 24         |                                                      | Capitol          |
| 1974  | Highly Prized Possession                                                     | —           | 26         | 8          | 70         |                                                      | Capitol          |
| 1976  | Keeping In Touch                                                             | —           | 64         | 26         | 96         |                                                      | Capitol          |
| 1976  | Together                                                                     | —           | —          | 15         | 142        |                                                      | Capitol          |
| 1977  | There's a Hippo in My Tub                                                    | —           | 55         | —          | —          | MC: platine                                          | Capitol          |
| 1978  | Let's Keep It That Way                                                       | 1           | 1          | 2          | 12         | IFPI Hong Kong: platine MC: 2x platine RIAA: platine | Capitol          |
| 1979  | New Kind of Feeling                                                          | 1           | 6          | 2          | 23         | IFPI Hong Kong: or MC: platine RIAA: platine         | Capitol          |
| 1979  | I'll Always Love You                                                         | 1           | 18         | 4          | 24         | MC: platine RIAA: or                                 | Capitol          |
| 1980  | Somebody's Waiting                                                           | 1           | 32         | 15         | 88         | MC: or                                               | Capitol          |
| 1981  | Where Do You Go When You Dream                                               | —           | 7          | 4          | 55         | MC: platine RIAA: or                                 | Capitol          |
| 1982  | The Hottest Night of the Year                                                | —           | 70         | 29         | 90         | MC: or                                               | Capitol          |
| 1983  | A Little Good News                                                           | 3           | 57         | 9          | 72         | MC: or RIAA: or                                      | Capitol          |
| -     | Sings With Bobby Gently and Anne Murray (avec Glen Campbell et Bobby Gently) | -           | -          | -          | -          |                                                      | Capitol          |
| 1984  | Heart Over Mind                                                              | —           | 59         | 4          | 92         | MC: or RIAA: or                                      | Capitol          |
| 1986  | Something to Talk About                                                      | —           | 22         | 2          | 68         | MC: or RIAA: or                                      | Capitol          |
| 1987  | Harmony                                                                      | —           | 45         | 9          | 149        | MC: or                                               | Capitol          |
| 1988  | As I Am                                                                      | 18          | 80         | 29         | —          |                                                      | Capitol          |
| 1990  | You Will                                                                     | —           | —          | 47         | —          |                                                      | Capitol          |
| 1992  | Yes I Do                                                                     | 23          | —          | —          | —          |                                                      | Liberty          |
| 1993  | Croonin'                                                                     | 1           | 14         | 54         | —          | MC: platine                                          | Capitol/SBK      |
| 1996  | Anne Murray                                                                  | 10          | 48         | —          | —          | MC: or                                               | Capitol/SBK      |
| 1999  | What a Wonderful World[A]                                                    | 6           | —          | 4          | 38         | MC: platine RIAA: platine                            | Straight Way/EMI |
| 2002  | Country Croonin'                                                             | 2           | 13         | 13         | 109        | MC: platine RIAA: or                                 | Straight Way/EMI |
| 2004  | I'll Be Seeing You[B]                                                        | 4           | 42         | —          | —          |                                                      | Straight Way/EMI |
| 2007  | Anne Murray Duets: Friends and Legends                                       | 1           | 2          | 8          | 42         | MC: 2x platine                                       | Manhattan/EMI    |

#### Albums de Noël
| Année | Album                                | Classement  | Classement | Classement | Classement | Classement | Certification                   | Label                |
| Année | Album                                | CAN Country | CAN        | US Country | US         | US Holiday |                                 | Label                |
| ----- | ------------------------------------ | ----------- | ---------- | ---------- | ---------- | ---------- | ------------------------------- | -------------------- |
| 1981  | Christmas Wishes                     | —           | —          | 34         | 54         | 19         | MC: 3x platine RIAA: 2x platine | Capitol              |
| 1983  | Christmas Wishes (avec Kenny Rogers) | -           | -          | -          | -          | -          |                                 | Capitol              |
| 1988  | Anne Murray Christmas                | —           | —          | —          | —          | 25         | MC: or                          | Capitol              |
| 1992  | Christmas With Anne Murray           | -           | -          | -          | -          | -          |                                 | CEMA Special Markets |
| 1993  | The Season Will Never Grow Old       | —           | —          | —          | —          | —          |                                 | Hallmark Cards       |
| 1995  | Best of the Season                   | —           | —          | —          | —          | —          | MC: or                          | SBK                  |
| -     | My Christmas Favorites               | —           | —          | —          | —          | —          |                                 | EMI                  |
| 2001  | What a Wonderful Christmas[C]        | 4           | 65         | 6          | 83         | 5          | MC: or                          | Straight Way/EMI     |
| 2008  | Anne Murray's Christmas Album        | 1           | 14         | 35         | 169        | 21         |                                 | Manhattan/EMI        |

#### Compilation et albums live
| Année | Album                                         | Classement  | Classement | Classement | Classement | Certification                                      | Label                  |
| Année | Album                                         | CAN Country | CAN        | US Country | US         |                                                    | Label                  |
| ----- | --------------------------------------------- | ----------- | ---------- | ---------- | ---------- | -------------------------------------------------- | ---------------------- |
| 1970  | Snowbird                                      | —           | —          | 5          | 41         | RIAA: or                                           | Capitol                |
| 1974  | Country                                       | —           | 12         | 6          | 32         | RIAA: or                                           | Capitol                |
| 1977  | Greatest Hits                                 | -           | -          | -          | -          |                                                    | Capitol                |
| -     | The Very Best of Anne Murray                  | -           | -          | -          | -          |                                                    | Capitol                |
| 1978  | Collection                                    | -           | -          | -          | -          | IFPI Hong Kong: or                                 | Capitol                |
| 1979  | Anne Murray                                   | -           | -          | -          | -          |                                                    | Capitol                |
| -     | This Is Anne Murray                           | -           | -          | -          | -          |                                                    | Capitol                |
| 1980  | A Country Collection                          | 2           | —          | 7          | 73         |                                                    | Capitol                |
| 1980  | Anne Murray's Greatest Hits                   | 1           | 7          | 2          | 16         | ARIA: or MC: 6x platine RIAA: 4x platine RIANZ: or | Capitol                |
| -     | Anne Murray's Greatest Hits                   | -           | -          | -          | -          |                                                    | Capitol                |
| 1981  | The Very Best of Anne Murray                  | -           | -          | -          | -          | BPI: argent                                        | Capitol                |
| 1982  | Anne Murray's Greatest Hits Volume Two        | -           | -          | -          | -          |                                                    | Capitol                |
| ---   | Grootste Hits                                 | -           | -          | -          | -          |                                                    | Capitol                |
| 1983  | The Anne Murray Collection                    | -           | -          | -          | -          |                                                    | Capitol                |
| 1984  | All The Best                                  | -           | -          | -          | -          |                                                    | Capitol                |
| 1985  | Favorites                                     | -           | -          | -          | -          |                                                    | Capitol                |
| 1987  | Country Hits                                  | —           | —          | —          | —          |                                                    | Capitol                |
| 1987  | Ford Present Anne Murray's 1987 Canadian Tour | -           | -          | -          | -          |                                                    | Capitol                |
| 1987  | Songs of the Heart                            | —           | —          | —          | —          |                                                    | Capitol                |
| 1988  | Her Greatest Hits and Finest Performances     | -           | -          | -          | -          | MC: platine                                        | Capitol                |
| -     | Love Songs                                    | -           | -          | -          | -          |                                                    | Capitol                |
| 1989  | Love Songs                                    | —           | —          | —          | —          |                                                    | Capitol                |
| 1989  | Greatest Hits Volume II                       | —           | 52         | 32         | —          | MC: or                                             | Capitol                |
| 1990  | Het Beste Van Anne Murray                     | -           | -          | -          | -          |                                                    | EVA                    |
| -     | Special Collection                            | -           | -          | -          | -          |                                                    | Capitol                |
| -     | The Very Best of Anne Murray                  | —           | —          | —          | —          | RIAA: or                                           | Heartland Music        |
| 1992  | Fifteen of the Best                           | 17          | —          | 62         | —          |                                                    | Liberty                |
| 1993  | From Springhill to the World                  | -           | -          | -          | -          |                                                    | EMI Music Canada       |
| 1994  | Now & Forever                                 | —           | —          | —          | —          |                                                    | -                      |
| 1994  | The Best... So Far                            | 2           | —          | —          | —          | MC: platine RIAA: platine                          | -                      |
| 1995  | Platinum: The Ultimate Collection             |             | -          | -          | -          |                                                    | -                      |
| 1997  | Anne Murray - 1997 Australian Tour Edition    |             |            |            |            |                                                    | -                      |
| 1998  | An Intimate Evening with Anne Murray          | 11          | —          | 45         | —          | MC: or                                             | -                      |
| 2001  | The Ultimate Anne Murray                      | -           | -          | -          | -          |                                                    | -                      |
| 2004  | All of Me[B]                                  | —           | —          | 13         | 66         |                                                    | Straight Way           |
| 2013  | Ultimate Collection                           | -           | -          | -          | -          |                                                    | Warner Music Malaysia  |
| 2017  | The Ultimate Collection                       | -           | -          | -          | -          |                                                    | Universal Music Canada |

#### Coffret
| année | album                                                                | label                    |
| ----- | -------------------------------------------------------------------- | ------------------------ |
| 1982  | The Best of Anne Murray and Gordon Lightfoot (avec Gordon Lightfoot) | Reader's Digest          |
| 1998  | This Way Is My Way / Honey Wheat & Laughter                          | EMI Music Canada         |
| -     | Straight, Clean and Simple / Talk It Over In The Morning             | -                        |
| -     | Anne Murray Glen Campbell / Danny's Song                             | EMI Music Canada/Capitol |
| 1999  | A Love Song / Highly Prized Possession                               | EMI Music Canada         |
| -     | Together / Keeping in Touch                                          | -                        |
| -     | Let's Keep It That Way / New Kind of Feeling                         | EMI Music Canada/Capitol |
| 2000  | I'll Always Love You / Somebody Waiting                              | EMI Music Canada         |
|       | When Do Go When You Dream / The Hottest Night of the Year            |                          |
| 2002  | A Little Good News / Heart Over Mind                                 |                          |
| -     | Something to Talk About / Harmony                                    |                          |

Notes
- A ^ What a Wonderful World est arrivé en 1re place du chart Billboard Top Contemporary Christian.
- B ^ All of Me est la version américaine de I'll Be Seeing You incluant un disque bonus avec ses "greatest hits".
- C ^ What a Wonderful Christmas est arrivé en 4e place du chart Billboard Top Contemporary Christian.

### Singles
| Année | Single                                             | Classement  | Classement | Classement | Classement | Classement | Classement | Classement | Classement | Certification        | Album                          |
| Année | Single                                             | CAN Country | CAN        | CAN AC     | US Country | US         | US AC      | AUS        | UK         |                      | Album                          |
| ----- | -------------------------------------------------- | ----------- | ---------- | ---------- | ---------- | ---------- | ---------- | ---------- | ---------- | -------------------- | ------------------------------ |
| 1969  | "Thirsty Boots"                                    | —           | —          | 36         | —          | —          | —          | —          | —          |                      | This Way Is My Way             |
| 1970  | "Bidin' My Time"                                   | 48          | 87         | —          | —          | —          | —          | —          | —          |                      | This Way Is My Way             |
| 1970  | "Snowbird"[A]                                      | 1           | 2          | 1          | 10         | 8          | 1          | 77         | 23         | RIAA: or             | This Way Is My Way             |
| 1971  | "Put Your Hand in the Hand"                        | —           | —          | —          | 67         | —          | —          | —          | —          |                      | Snowbird                       |
| 1971  | "Sing High, Sing Low"                              | 1           | 4          | 3          | 53         | 83         | 21         | —          | —          |                      | Straight, Clean and Simple     |
| 1971  | "A Stranger in My Place"                           | 1           | 18         | 1          | 27         | 122        | —          | —          | —          |                      | Straight, Clean and Simple     |
| 1971  | "It Takes Time"                                    | 6           | 26         | 1          | —          | —          | —          | —          | —          |                      | Straight, Clean and Simple     |
| 1971  | "Talk It Over in the Morning"                      | 1           | 12         | 1          | —          | 57         | 7          | —          | —          |                      | Talk It Over in the Morning    |
| 1972  | "Cotton Jenny"                                     | 1           | 1          | 1          | 11         | 71         | 32         | —          | —          |                      | Talk It Over in the Morning    |
| 1972  | "Destiny"                                          | —           | —          | —          | —          | —          | —          | —          | 41         |                      | Talk It Over in the Morning    |
| 1972  | "Robbie's Song for Jesus"                          | 17          | 17         | 7          | —          | —          | —          | —          | —          |                      | Annie                          |
| 1972  | "Danny's Song"                                     | 1           | 1          | 1          | 10         | 7          | 1          | 87         | —          |                      | Danny's Song                   |
| 1973  | "What About Me"                                    | 2           | 22         | 1          | 20         | 64         | 2          | 93         | —          |                      | Danny's Song                   |
| 1973  | "Send a Little Love My Way"                        | 10          | 25         | 6          | 79         | 72         | 10         | —          | —          |                      | Love Song                      |
| 1973  | "A Love Song"                                      | 1           | 1          | 1          | 5          | 12         | 1          | 88         | —          |                      | Love Song                      |
| 1974  | "He Thinks I Still Care"                           | 11          | —          | —          | 1          | —          | —          | —          | —          |                      | Country                        |
| 1974  | "Son of a Rotten Gambler"                          | 3           | —          | 1          | 5          | —          | —          | —          | —          |                      | Love Song                      |
| 1974  | "You Won't See Me"                                 | —           | 5          | 4          | —          | 8          | 1          | 49         | —          |                      | Love Song                      |
| 1974  | "Just One Look"                                    | —           | 11         | —          | —          | 86         | 50         | —          | —          |                      | Love Song                      |
| 1974  | "Day Tripper"                                      | —           | 23         | —          | —          | 59         | 40         | —          | —          |                      | Highly Prized Possession       |
| 1975  | "Uproar"                                           | 27          | 45         | 18         | 28         | —          | —          | —          | —          |                      | Highly Prized Possession       |
| 1975  | "A Stranger in My Place" (re-release)              | —           | —          | —          | 79         | —          | —          | —          | —          |                      | Straight, Clean and Simple     |
| 1975  | "Sunday Sunrise"                                   | —           | —          | 13         | 49         | 98         | 13         | —          | —          |                      | Together                       |
| 1976  | "The Call"                                         | 5           | 52         | 13         | 19         | 91         | 6          | —          | —          |                      | Together                       |
| 1976  | "Golden Oldie"                                     | 18          | —          | 18         | 41         | —          | 44         | —          | —          |                      | Keepin' in Touch               |
| 1976  | "Things"                                           | 10          | —          | 23         | 22         | 89         | 12         | —          | —          |                      | Keepin' in Touch               |
| 1977  | "Sunday School to Broadway"                        | 23          | —          | 28         | 57         | —          | 42         | —          | —          |                      | Keepin' in Touch               |
| 1978  | "Walk Right Back"                                  | 2           | 32         | 3          | 4          | 103        | 15         | —          | —          |                      | Let's Keep It That Way         |
| 1978  | "You Needed Me"[A]                                 | 1           | 1          | 1          | 4          | 1          | 3          | 2          | 22         | MC: platine RIAA: or | Let's Keep It That Way         |
| 1978  | "Hey, Daddy" / "Sleepy Time"                       | 32          | —          | 31         | —          | —          | —          | —          | —          |                      | There's a Hippo in My Tub      |
| 1979  | "I Just Fall in Love Again"                        | 1           | 1          | 1          | 1          | 12         | 1          | 46         | 58         |                      | New Kind of Feeling            |
| 1979  | "Shadows in the Moonlight"                         | 1           | 10         | 1          | 1          | 25         | 1          | 95         | —          |                      | New Kind of Feeling            |
| 1979  | "Broken Hearted Me"                                | 1           | 15         | 3          | 1          | 12         | 1          | —          | —          |                      | I'll Always Love You           |
| 1980  | "Daydream Believer"                                | 1           | 17         | 1          | 3          | 12         | 1          | 94         | 61         |                      | I'll Always Love You           |
| 1980  | "Lucky Me"                                         | 4           | 58         | 2          | 9          | 42         | 8          | —          | —          |                      | Somebody's Waiting             |
| 1980  | "I'm Happy Just to Dance with You"                 | 10          | 74         | 1          | 23         | 64         | 13         | —          | —          |                      | Somebody's Waiting             |
| 1980  | "Could I Have This Dance"                          | 1           | 19         | 1          | 1          | 33         | 3          | 29         | —          |                      | Anne Murray's Greatest Hits    |
| 1981  | "Blessed Are the Believers"                        | 1           | 13         | 1          | 1          | 34         | 10         | —          | —          |                      | Where Do You Go When You Dream |
| 1981  | "We Don't Have to Hold Out"                        | 5           | —          | 1          | 16         | —          | 33         | —          | —          |                      | Where Do You Go When You Dream |
| 1981  | "It's All I Can Do"                                | 1           | —          | 1          | 9          | 53         | 14         | —          | —          |                      | Where Do You Go When You Dream |
| 1981  | "Winter Wonderland"                                | —           | —          | —          | —          | —          | —          | —          | —          |                      | Christmas Wishes               |
| 1982  | "Another Sleepless Night"                          | 1           | —          | 1          | 4          | 44         | 11         | 97         | —          |                      | Where Do You Go When You Dream |
| 1982  | "Hey! Baby"                                        | 1           | —          | 1          | 7          | —          | 26         | —          | —          |                      | The Hottest Night of the Year  |
| 1982  | "Somebody's Always Saying Goodbye"                 | 3           | —          | 1          | 7          | —          | 36         | —          | —          |                      | The Hottest Night of the Year  |
| 1983  | "A Little Good News"                               | 1           | —          | 2          | 1          | 74         | 11         | 92         | —          |                      | A Little Good News             |
| 1984  | "That's Not the Way (It's S'posed to Be)"          | 22          | —          | 5          | 46         | 106        | 12         | —          | —          |                      | A Little Good News             |
| 1984  | "Just Another Woman in Love"                       | 1           | —          | 1          | 1          | —          | 7          | —          | —          |                      | A Little Good News             |
| 1984  | "Nobody Loves Me Like You Do" (with Dave Loggins)  | 1           | 79         | 5          | 1          | 103        | 10         | —          | —          |                      | Heart Over Mind                |
| 1985  | "Time Don't Run Out on Me"                         | 1           | —          | 2          | 2          | —          | 11         | —          | —          |                      | Heart Over Mind                |
| 1985  | "I Don't Think I'm Ready for You"                  | 4           | —          | 2          | 7          | —          | 30         | —          | —          |                      | Heart Over Mind                |
| 1986  | "Now and Forever (You and Me)"                     | 1           | 12         | 2          | 1          | 92         | 7          | 76         | —          |                      | Something to Talk About        |
| 1986  | "Who's Leaving Who"                                | —           | 93         | 15         | 62         | —          | 26         | —          | —          |                      | Something to Talk About        |
| 1986  | "My Life's a Dance"                                | 41          | —          | 23         | 26         | —          | —          | —          | —          |                      | Something to Talk About        |
| 1986  | "On and On"                                        | 24          | —          | —          | 23         | —          | —          | —          | —          |                      | Something to Talk About        |
| 1987  | "Are You Still in Love with Me"                    | 10          | —          | 8          | 20         | —          | 33         | —          | —          |                      | Harmony                        |
| 1987  | "Anyone Can Do the Heartbreak"                     | —           | —          | 4          | 27         | —          | —          | —          | —          |                      | Harmony                        |
| 1988  | "Perfect Strangers" (with Doug Mallory)            | —           | —          | 19         | 52         | —          | —          | —          | —          |                      | Harmony                        |
| 1988  | "Flying on Your Own"                               | 34          | 65         | 49         | 52         | —          | —          | —          | —          |                      | As I Am                        |
| 1988  | "Slow Passin' Time"                                | 48          | —          | —          | 36         | —          | —          | —          | —          |                      | As I Am                        |
| 1989  | "Who But You"                                      | 58          | —          | —          | 55         | —          | —          | —          | —          |                      | As I Am                        |
| 1989  | "If I Ever Fall in Love Again" (with Kenny Rogers) | 9           | —          | 6          | 28         | —          | —          | —          | —          |                      | Greatest Hits Volume II        |
| 1990  | "I'd Fall in Love Tonight"                         | 55          | —          | —          | —          | —          | —          | —          | —          |                      | Greatest Hits Volume II        |
| 1990  | "Feed This Fire"                                   | 6           | —          | 3          | 5          | —          | —          | —          | —          |                      | You Will                       |
| 1990  | "Bluebird"                                         | 3           | —          | —          | 39         | —          | —          | —          | —          |                      | You Will                       |
| 1991  | "New Way Out"                                      | 39          | —          | 16         | —          | —          | —          | —          | —          |                      | You Will                       |
| 1991  | "Everyday"                                         | 56          | —          | 42         | 56         | —          | —          | —          | —          |                      | Yes I Do                       |
| 1992  | "I Can See Arkansas"                               | 9           | —          | —          | —          | —          | —          | —          | —          |                      | Yes I Do                       |
| 1993  | "Make Love to Me"                                  | 6           | 43         | 3          | —          | —          | —          | —          | —          |                      | Croonin'                       |
| 1994  | "The Wayward Wind"                                 | 7           | 70         | 6          | —          | —          | —          | —          | —          |                      | Croonin'                       |
| 1994  | "Born to Be with You"                              | —           | —          | 18         | —          | —          | —          | —          | —          |                      | Croonin'                       |
| 1994  | "Over You"                                         | 29          | 85         | 15         | —          | —          | —          | —          | —          |                      | The Best...So Far              |
| 1996  | "What Would It Take" (with Bryan Adams)            | 49          | 28         | 7          | —          | —          | —          | —          | —          |                      | Anne Murray                    |
| 1996  | "That's What My Love Is For" (with Aaron Neville)  | —           | —          | 15         | —          | —          | —          | —          | —          |                      | Anne Murray                    |
| 1996  | "Me Too"                                           | —           | —          | —          | —          | —          | —          | —          | —          |                      | Anne Murray                    |
| 1997  | "That's the Way It Goes"                           | —           | —          | 19         | —          | —          | —          | —          | —          |                      | Anne Murray                    |
| 1999  | "Let There Be Love" (with Dawn Langstroth)         | —           | —          | 23         | —          | —          | —          | —          | —          |                      | What a Wonderful World         |
| 2000  | "What a Wonderful World"                           | —           | —          | 42         | —          | —          | —          | —          | —          |                      | What a Wonderful World         |

Notes
- A ^ Snowbird et You Needed Me ont été certifiés disques d'or par la RIAA[37].

### Singles avec Glen Campbell
| Année | Single                                               | Classement  | Classement | Classement | Classement | Classement | Classement | Album                       |
| Année | Single                                               | CAN Country | CAN        | CAN AC     | US Country | US         | US AC      | Album                       |
| ----- | ---------------------------------------------------- | ----------- | ---------- | ---------- | ---------- | ---------- | ---------- | --------------------------- |
| 1971  | "I Say a Little Prayer/By the Time I Get to Phoenix" | 1           | 19         | 1          | 40         | 81         | 13         | Anne Murray & Glen Campbell |
| 1972  | "United We Stand"                                    | —           | —          | —          | —          | —          | —          | Anne Murray & Glen Campbell |

### Singles en tant qu'invitée
| Année | Single                 | Artiste         | Classement | Classement | Album            |
| Année | Single                 | Artiste         | CAN        | CAN AC     | Album            |
| ----- | ---------------------- | --------------- | ---------- | ---------- | ---------------- |
| 1985  | "Tears Are Not Enough" | Northern Lights | 2          | 1          | We Are the World |

## Vidéos et DVD
- Anne Murray (1991)
- Anne Murray in Nova Scotia (1993)
- Anne Murray: A Classic Christmas (1995)
- An Intimate Evening with Anne Murray (1997)
- Anne Murray: What a Wonderful World (2001)
- Anne Murray in Jamaica (2005)

## Filmographie

### Cinéma
| année | titre                                  | rôle            | réalisateur           | note         |
| ----- | -------------------------------------- | --------------- | --------------------- | ------------ |
| 2003  | Dirt                                   | Helen Cambridge | Nancy Savoca          |              |
| 2013  | Supermensch: The Legend of Shep Gordon | elle-même       | Beth Aala, Mike Myers | documentaire |

### Télévision
| année | titre                                                      | rôle             | diffuseur | note                           |
| ----- | ---------------------------------------------------------- | ---------------- | --------- | ------------------------------ |
| 1968  | The Wayne & Shuster Comedy Special                         | elle-même        |           | épisode "The Three Musketeers" |
| 1984  | Ernie Kovacs: Between the Laughter                         | Anne Murray      |           | télé-film                      |
| 1984  | Anatomy of an illness                                      | Annie Murray     |           | télé-film                      |
| 1995  | Classic Christmas                                          | elle-même        |           | documentaire                   |
| 1996  | 25e cérémonie des Prix Juno                                | animatrice       | CBC       |                                |
| 1997  | Snowden on Ice                                             | Annie Murray     | CBS       | Spécial télévisuel             |
| 1997  | Royal Canadian Air Farce                                   | Anne et La Reine | CBC       |                                |
| 1998  | Intimate Evening with Anne Murray                          | elle-même        |           |                                |
| 2002  | VH-1 Where Are They Now?                                   | elle-même        | VH1       | épisode "Girl Power"           |
| 2006  | Words to Music: The Canadian Songwriters Hall of Fame 2006 | elle-même        |           | Spécial télévisuel             |
| 2008  | Anne Murray: Friends & Legends                             | elle-même        |           |                                |
| 2009  | The Beat Goes On: Canadian Pop Music in the 1970s          | elle-même        |           | documentaire                   |
| 2011  | Long Story Short: CBC Turns 75                             | elle-même        | CBC       | Spécial télévisuel             |
| 2013  | Family Guy                                                 | artiste invité   | Fox       | épisode "Criss Cross"          |

### Vidéoclip
| année | titre de la chanson                     | réalisateur(s)         |
| ----- | --------------------------------------- | ---------------------- |
| 1983  | "A Little Good News"                    |                        |
| 1983  | "That's Not the Way It's S'posed to Be" |                        |
| 1984  | "Time Don't Run Out on Me"              | Peter Heath            |
| 1986  | "Now and Forever (You and Me)"          | Tony Greco             |
| 1986  | "Who's Leaving Who"                     | Tony Greco             |
| 1987  | "Are You Still in Love With Me"         | Jack Cole, John Miller |
| 1988  | "Flying on Your Own"                    | Jack Cole              |
| 1989  | "If I Ever Fall in Love Again"          | Ron Meraska            |
| 1992  | "I Can See Arkansas"                    |                        |
| 1993  | "Make Love to Me"                       |                        |
| 1993  | "The Wayward Wind"                      |                        |
| 1996  | "What Would It Take"                    |                        |
| 1999  | "Let There Be Love"                     |                        |

## Livres
- Anne Murray: What a Wonderful World (2000) Balmur Book Publishing
- Anne Murray Centre Scrapbook (2000) Raincoast Books/Balmur Publishing
- All of Me (2009) Knopf Canada (autobiography)

## Récompenses et Distinctions
- 1 A.C.T.R.A. Awards
- 1 Academy of Country Music
- 3 American Music Awards
- 9 Big Country Awards
- 2 Billboard Magazine Year-End Awards
- 4 Canadian Country Music Association Awards
- 3 Country Music Association Awards
- 1 Country Music Association of Great Britain Awards
- 2 East Coast Music Awards
- 1 Gemini Awards
- 4 Grammy Awards
- 25 Juno Awards

Autre:
- étoile au Country Music Hall of Fame (États-Unis, 1975)
- étoile au Hollywood Walk of Fame (États-Unis, 1980)
- prix de la réalisation artistique au Prix du Gouverneur général pour les arts de la scène (Canada, 1995)
- introduction au Canadian Broadcast Hall of Fame (Canada, 1997)
- étoile au Canada's Walk of Fame (Canada, 1998)
- prix légende au Canadian Songwriters Hall of Fame (Canada, 2002)
- étoile sur le boardwalk d'Atlantic City (États-Unis, 2002)
- prix Howie Richmond Hitmaker au Songwriters Hall of Fame (États-Unis, 2006)
- prix honorable pour son leadership au Canada Women's Foundation (Canada, 2010)
- prix « Lifetime Achievement Award lors des Prix Juno (Canada, 2025)[38]

Distinction:
- officier de l'Ordre du Canada (Canada, 1975)
- compagnon de l'Ordre du Canada (Canada, 1984)
- ambassadrice du Tourisme Canadien Honoraire (Canada, 2002)
- l'Ordre de la Nouvelle-Écosse (Canada, 2002)

Doctorat Honorable:
- Université du Nouveau-Brunswick (Canada, 1976)
- Université Sainte-Marie de Halifax (Canada, 1978)
- Université de l'Île-du-Prince-Édouard (Canada, 2008)